# Rio Branco SC
Rio Branco Sport Club – brazylijski klub piłkarski z siedzibą w mieście Paranaguá leżącym w stanie Parana.

## Osiągnięcia
- Torneio Início (3): 1962, 1963, 1964
- Campeonato do Interior Paranaense (2): 1948, 1955
- Mistrz drugiej ligi stanu Parana (Campeonato Paranaense Segunda Divisão): 1995

## Historia
Rio Branco założony został 13 października 1913. Założycielami klubu byli: Anibal José de Lima, Raul da Costa Pinto, Euclides de Oliveira, Manoel Victor da Costa, Antônio Gomes de Miranda, José de Oliveira, Antônio Ferrer da Rosa oraz Jarbas Nery Chichorro.
W 1915 Rio Branco po raz pierwszy wziął udział w mistrzostwach stanu (Campeonato Paranaense), zajmując ostatnie 6 miejsce.
W 1956 Rio Branco stał się klubem zawodowym i przystąpił do rozgrywek II ligi zawodowej stanu Parana (zwanej Campeonato Paranaense Divisão Especial). W pierwszym meczu w zawodowych rozgrywkach Rio Branco pokonał 3:2 klub Água Verde.
W 1996 Rio Branco wziął udział w rozgrywkach III ligi brazylijskiej (Campeonato Brasileiro Série C), gdzie wyeliminowany został już w pierwszym etapie przez klub Figueirense FC.
W 2000 klub wziął udział w rozgrywkach I ligi brazylijskiej toczonych pod nazwą Copa João Havelange. Rio Branco zagrał w tzw. Białym Module grupującym najsłabsze kluby turnieju, gdzie odpadł w drugim etapie, plasując się w końcowej klasyfikacji na 71 miejscu (wśród 116 uczestników).